# 조동희 (가수)
조동희(趙東姬, 1973년 4월 25일 ~ )는 대한민국의 여자 가수, 작사가, 작곡가, 편곡가,음악프로듀서, 영화감독으로 가수 조동진과 베이스 기타 연주가 조동익의 누이동생이다.

## 학력
- 서울예술전문대학 영화학과

## 이력
1993년 언더그라운드 라이브 클럽에서 포크 록 가수 첫 데뷔한 그녀는 1994년부터 언더그라운드 영화 감독 활동을 하고 있다가 이듬해 1995년에는 뮤지컬배우로도 데뷔하였고 7년 후 2002년 프로젝트 음반 《Wonder Bird 2집》에서 기타리스트와 보컬리스트로 참여하여 가수로 데뷔하였으며 2011년에는 《조동희 1집》이라는 자신의 첫 정규 음반을 발표하였다.

## 가족 관계
- 아버지: 조긍하(1919년 8월 16일 ~ 1982년 1월 28일) - 영화감독
- 오빠: 조동진(1947년 9월 3일 ~ 2017년 8월 28일) - 싱어송라이터, 포크 팝 음악가
- 오빠: 조동익(1960년 3월 6일 ~ ) - 베이스 기타 연주자, 포크 팝 음악가

## 학력
- 서울예술전문대학 영화학과 전문학사

## 출연작

### 뮤지컬
- 1995년 《사운드 오브 뮤직》 ... 마리아 트라프 역(여자 주연)